# Vega (Texas)
Vega es una ciudad ubicada en el condado de Oldham en el estado estadounidense de Texas. En el Censo de 2010 tenía una población de 884 habitantes y una densidad poblacional de 317,5 personas por km².

## Geografía
Vega se encuentra ubicada en las coordenadas 35°14′44″N 102°25′34″O / 35.24556, -102.42611. Según la Oficina del Censo de los Estados Unidos, Vega tiene una superficie total de 2.78 km², de la cual 2.78 km² corresponden a tierra firme y (0%) 0 km² es agua.

## Demografía
Según el censo de 2010, había 884 personas residiendo en Vega. La densidad de población era de 317,5 hab./km². De los 884 habitantes, Vega estaba compuesto por el 93.21% blancos, el 1.13% eran afroamericanos, el 0.45% eran amerindios, el 0.45% eran asiáticos, el 0% eran isleños del Pacífico, el 3.51% eran de otras razas y el 1.24% pertenecían a dos o más razas. Del total de la población el 9.84% eran hispanos o latinos de cualquier raza.